# Tere dunschaal
De tere dunschaal (Abra tenuis) is een in zee levende tweekleppigensoort uit de familie Semelidae.
Engels: Triangular Peppershell

## Algemeen
Dunschalige en fragiele schelp. Tot 12 à 14 mm lang en 8 à 9 mm hoog. Min of meer driehoekig van vorm. De top is vrij spits en ligt bijna in het midden. De buitenkant is glad en glanzend, met alleen fijne groeilijntjes. Het slot is heterodont, met in de rechterklep 1 kort laterale en 2 kleine cardinale tanden. Aan de binnenkant van beide kleppen ligt, net achter de tope, een scheef-driehoekige ligamentholte. Deze is langwerpiger dan bij andere abra-soorten. De spierindruksels zijn vaak onduidelijk. De mantellijn heeft een zeer diepe bocht, die ongeveer tot op 2/3 van de totale schelphoogte loopt.

## Kleur
Glanzend wit, soms kalkwitte vlekken en aanslag. De opperhuid is bruingeel en slijt minder snel af dan bij andere dunschalen.

## Habitat
De soort leeft in fijn detritusrijk slik, met name in de omgeving van geulen en slenken, maar ook plaatselijk in binnendijks brakwater.

## Voorkomen
Vrij algemeen in het slik van het Waddengebied, plaatselijk in Zeeland. In dergelijke gebieden spoelen kleppen en doubletten regelmatig aan. Daarbuiten spoelen slechts bij hoge uitzondering schelpen aan.